# Уилсън Пикет
Уилсън Пикет (на английски: Wilson Pickett) (18 март 1941 – 19 януари 2006) е афроамерикански ритъм енд блус и соул певец.
Той е широко популярен през 1960-те години с песните си „In the Midnight Hour“ (1965) и „Mustang Sally“ (1967). Известен с особената си гърлена дикция и жив вокален стил, той е една от основните фигури в развитието на южната соул музика.